# Real Zaragoza 2013-2014
Questa voce raccoglie le informazioni riguardanti il Real Zaragoza nelle competizioni ufficiali della stagione 2013-2014.

## Stagione
Il 17 marzo 2014 fu esonerato l'allenatore Paco Herrera. Il 19 marzo fu ingaggiato Víctor Muñoz, per l'ex giocatore del Real Saragozza è stata la seconda esperienza sulla panchina aragonese, dopo quella del 2004-2006.

## Rosa
| N. |                      | Ruolo | Calciatore                         |
| -- | -------------------- | ----- | ---------------------------------- |
| 1  | Spagna (bandiera)    | P     | Pablo Alcolea                      |
| 2  | Spagna (bandiera)    | D     | César Arzo                         |
| 3  | Spagna (bandiera)    | D     | Javier Paredes                     |
| 4  | Spagna (bandiera)    | D     | Álvaro González Soberón            |
| 5  | Spagna (bandiera)    | D     | Víctor Laguardia                   |
| 6  | Spagna (bandiera)    | D     | David Cortés                       |
| 7  | Spagna (bandiera)    | C     | José María Movilla                 |
| 8  | Spagna (bandiera)    | C     | José Javier Barkero                |
| 9  | Spagna (bandiera)    | A     | Roger Martí Salvador               |
| 10 | Spagna (bandiera)    | A     | Luis García Fernández              |
| 11 | Spagna (bandiera)    | C     | Francisco Montañés                 |
| 12 | Argentina (bandiera) | C     | Mario Paglialunga                  |
| 14 | Spagna (bandiera)    | A     | Jorge Ortí                         |
| 15 | Spagna (bandiera)    | C     | José María Martín Bejarano-Serrano |
| 16 | Argentina (bandiera) | C     | Walter Acevedo                     |
| 17 | Spagna (bandiera)    | C     | José Manuel Fernández Reyes        |
| 18 | Spagna (bandiera)    | A     | Víctor Rodríguez Romero            |

| N. |                      | Ruolo | Calciatore              |
| -- | -------------------- | ----- | ----------------------- |
| 19 | Spagna (bandiera)    | C     | Lucas Porcar            |
| 20 | Cile (bandiera)      | A     | Ángelo Henríquez        |
| 21 | Spagna (bandiera)    | D     | Abraham Minero          |
| 22 | Spagna (bandiera)    | C     | Sergio Cidoncha         |
| 23 | Spagna (bandiera)    | A     | Javi Álamo              |
| 25 | Argentina (bandiera) | P     | Leo Franco              |
| 26 | Spagna (bandiera)    | D     | Diego Rico              |
| 27 | Russia (bandiera)    | A     | Anton Švec              |
| 28 | Spagna (bandiera)    | C     | Tarsi                   |
| 29 | Spagna (bandiera)    | A     | Diego Suárez Hernández  |
| 30 | Spagna (bandiera)    | P     | Óscar Whalley           |
| 31 | Spagna (bandiera)    | A     | Juan Esnáider Ruiz      |
| 32 | Spagna (bandiera)    | D     | Carlos Javier Rodríguez |
| 34 | Spagna (bandiera)    | C     | Álvaro Tierno           |
| 40 | Spagna (bandiera)    | P     | David Aroca             |